# Animale in gabbia
Animale in gabbia (englisch für „Tier im Käfig“) ist das vierte Soloalbum des Mailänder Rappers Mondo Marcio. Es erschien am 29. Januar 2010 als Standard Edition über Mondo Marcios Label Mondo Records. Außerdem erschien am 1. Juni 2010 eine Repackaging-Edition (inklusive Standard-Edition sowie vier Bonussongs).
Vor dem Erscheinen des Albums wurde das Lied Non sono una rockstar am 13. Dezember 2009 als Single ausgekoppelt. Als einziger Gastbeitrag auf dem Album ist die Pop- und R&B-Sängerin Michelle Lily bei Così tanto alcol zu hören. Das Album wurde wieder, genau wie beim Vorgänger Generazione X, von Mondo Marcio alleine produziert.
Das Album konnte in Italien Platz 37 der Charts erreichen.

## Entstehung
Nachdem im Sommer 2008 das Mixtape In cosa credi erschienen war, kündigte Mondo Marcio in Interviews an, dass er sich erst einmal eine Pause mit der Musik gönnen wollte, um neue Ideen für sein neues Soloalbum zu sammeln. Mitte 2009 kündigte Mondo Marcio die nahende Veröffentlichung von Animale in gabbia an. Er gab an, sich bis Ende 2009 den Arbeiten am Album zu widmen und dieses bis dahin fertigzustellen. Um die Wartezeit zu verkürzen, veröffentlichte Mondo Marcio im Oktober 2009 die EP Animale in gabbia sta arrivando als kostenloses Download.

## Titelliste
| #  | Titel                         | Gastbeiträge  | Produzent    | Länge |
| -- | ----------------------------- | ------------- | ------------ | ----- |
| 1  | Come sono fatto               |               | Mondo Marcio | 1:31  |
| 2  | Tutto a posto                 |               | Mondo Marcio | 4:33  |
| 3  | Non sono una rockstar         |               | Mondo Marcio | 4:32  |
| 4  | Un altro Mondo Marcio         |               | Mondo Marcio | 3:42  |
| 5  | A spasso nel cimitero         |               | Mondo Marcio | 4:40  |
| 6  | Mp3                           |               | Mondo Marcio | 4:09  |
| 7  | Messaggi in segreteria (skit) |               | Mondo Marcio | 1:15  |
| 8  | Voglio scrivere un tormentone |               | Mondo Marcio | 3:25  |
| 9  | Mai nessuno                   |               | Mondo Marcio | 4:09  |
| 10 | Animale in gabbia             |               | Mondo Marcio | 3:17  |
| 11 | Se fossi presidente           |               | Mondo Marcio | 3:59  |
| 12 | Così tanto alcol              | Michelle Lily | Mondo Marcio | 3:29  |
| 13 | Tutto torna                   |               | Mondo Marcio | 3:08  |
| 14 | Sto bruciando vivo            |               | Mondo Marcio | 5:13  |

| #  | Titel                      | Gastbeiträge | Produzent    | Länge |
| -- | -------------------------- | ------------ | ------------ | ----- |
| 15 | Tutto e nient’altro        |              | Mondo Marcio | 2:36  |
| 16 | Mostro                     |              | Mondo Marcio | 3:51  |
| 17 | Brutta storia              |              | Mondo Marcio | 4:01  |
| 18 | Serve un altro Gesù Cristo |              | Mondo Marcio | 3:26  |